# Dark Side
A Dark Side (magyarul: Sötét oldal) a Blind Channel finn együttes dala, mellyel Finnországot képviselték a 2021-es Eurovíziós Dalfesztiválon Rotterdamban. A dal 2021. február 20-án, a finn nemzeti döntőben, az Uuden Musiikin Kilpailuban megszerzett győzelemmel érdemelte ki a dalversenyen való indulás jogát.

## Eurovíziós Dalfesztivál
2021. január 13-án vált hivatalossá, hogy az együttes alábbi dala is bekerült az Uuden Musiikin Kilpailu elnevezésű nemzeti döntő mezőnyének döntőjébe. A dal hivatalosan január 20-án jelent meg. 2021. február 20-án vált hivatalossá, hogy az együttes alábbi dalát választották ki a nézők a 2021-es Uuden Musiikin Kilpailu elnevezésű nemzeti döntőben, amellyel képviselik hazájukat az elkövetkezendő Eurovíziós Dalfesztiválon.
Az Eurovíziós Dalfesztiválon a dalt először a május 20-án rendezett második elődöntőben adták elő, a fellépési sorrendben tizennegyedikként, a bolgár VICTORIA Growing Up Is Getting Old című dala után és a lett Samanta Tīna The Moon Is Rising című dala előtt. Az elődöntőből az ötödik helyezettként sikeresen továbbjutottak a május 22-i döntőbe, ahol fellépési sorrendben tizenhatodikként léptek fel, a német Jendrik I Don’t Feel Hate című dala után és a bolgár Victoria Growing Up Is Getting Old című dala előtt. A szavazás során a zsűri szavazáson összesítésben tizenegyedik helyen végeztek 83 ponttal, míg a nézői szavazáson negyedik helyen végeztek 218 ponttal (Észtországtól, Izlandtól és Svédországtól maximális pontot kaptak), így összesítésben 301 ponttal a verseny hatodik helyezettjei lettek. 2006-os győzelmük óta ez volt az első alkalom, hogy ismét a legjobb 10 között végeztek, valamint az együttes holtversenyben az 1973-as indulójukkal, az ország második legjobb eredményét szerezték meg.

## Slágerlisták
| Slágerlista (2021)                     | Legjobb helyezés |
| -------------------------------------- | ---------------- |
| Ausztria (Ö3 Austria Top 40)           | 64.              |
| Belgium (Framand Ultratop 50)          | 1.               |
| Egyesült Királyság (UK Singles)        | 66.              |
| Egyesült Királyság (UK Dance)          | 11.              |
| Egyesült Királyság (UK Rock and Metal) | 3.               |
| Finnország (Suomen virallinen lista)   | 1.               |
| Görögország (IFPI Greecea)             | 17.              |
| Hollandia (Holland Single Top 100)     | 22.              |
| Írország (IRMA)                        | 62.              |
| Izland (Tónlist)                       | 10.              |
| Litvánia (AGATA)                       | 5.               |
| Lettország (LaIPA)                     | 29.              |
| Németország (GfK)                      | 51.              |
| Norvégia (VG-lista)                    | 27.              |
| Svájc (Schweizer Hitparade)            | 39.              |
| Svédország (Sverigetopplistan)         | 28.              |
| Szlovákia (Singles Digitál Top 100)    | 61.              |
| Ukrajna (Tophit)                       | 17.              |